# Aeroportul Enniskillen/St Angelo
Aeroportul Enniskillen/St Angelo (IATA: ENK, ICAO: EGAB) este un aeroport din Trory⁠(d), Comitatul Fermanagh, Irlanda de Nord, Regatul Unit ce deservește zona Enniskillen⁠(d). A fost numit după zona deservită.
Situat la o altitudine de 47 m, aeroportul dispune de 1 pistă.

## Infrastructură

### Piste
Aeroportul dispune de o singură pistă. Pista 14/32 are suprafața de asfalt și dimensiunile 1.225 m × 30 m. 